# Ewa Hornich
Ewa Hornich (ur. w 1979 w Łodzi) – polska aktorka.
Laureatka 5. edycji konkursu dla młodych aktorek „Z Cinema do Cannes”, organizowanego przez miesięcznik Cinema.

## Filmografia
- 2013: Imperator jako Poppea
- 2013: Komisarz Alex jako Natalia (odc. 34)
- 2012: Prawo Agaty jako Olga Głowińska (odc. 14 i 15)
- 2011: Szpilki na Giewoncie jako kierowniczka sklepu Mateusza
- 2010: Fenomen jako Agnieszka
- 2009: Groby jako sprzedawczyni
- 2008: Glina jako Bielecka, przyjaciółka Rakowskiej (odc. 20)
- 2006: Oficerowie jako Ania, sekretarka Kalińskiej (odc. 7 i 13)
- 2004–2006: Bulionerzy jako Jola, recepcjonistka
- 2004–2006: Pensjonat pod Różą jako prostytutka Irka
- 2004: Dziki jako klientka mecenasa
- 2004–2007: Kryminalni jako Anna Szenert, zamordowana prawniczka
- 2003–2007: Na Wspólnej jako Lili
- 2003: Łowcy skór jako dziewczyna w redakcji
- 2003–2005: Czego się boją faceci, czyli seks w mniejszym mieście jako „Spinka”
- 2002–2007: Samo życie jako sekretarka prezesa zarządu
- 2001: Wiedźmin jako Driada
- 2001: Quo vadis
- 2000–2001: Przeprowadzki jako dziewczyna na ławce
- 2000–2007: M jak miłość jako bufetowa w sądowym bufecie
- 1997–2007: Klan jako Karolina, sekretarka